# Козловський Михайло Іванович
Миха́йло Іва́нович Козло́вський (рос. Михаил Иванович Козловский, *26 жовтня (6 листопада) 1753 — †18 (30) вересня 1802) — скульптор Російської імперії кінця 18 століття, автор монументу полководцю О. В. Суворову і відновлення садово-паркової скульптури в передмісті Петербурга Петергофі (Самсон). Автор видатних зразків художнього надгробку доби російського класицизму.

## Біографія

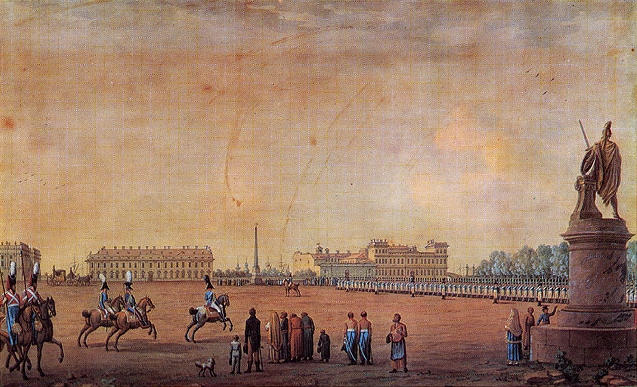
Худ. Патерсен. Марсове Поле в Петербурзі і монумент Суворову. 1807 рік.

Народився в Петербурзі. Син флотського музи́ки. В сословній імперії можливість зробити кар'єру і бути відносно вільним могли лише представники привілейованих класів, в Росії — дворянства. Батько віддає 11-річного сина в Імператорську Академію мистецтв, закінчення якої давало право на особисте дворянство.
У 1773 р.здібний Михайло закінчив Імператорську Академію з великою золотою медаллю, отримав право на подорож за кордон за кошти імперії і став особистим дворянином.

### Пенсіонерська подорож Михайла
Подорожні від Академії мистецтв називались пенсіонерами. Пенсіонерська подорож Михайла тривала в Італії майже п'ять років (1774—1779)і завершилась у Франції, провідній державі того часу в галузі мистецтв. За успіхи в скульптурі Марсельська Академія мистецтв обрала молодого скульптора своїм академіком.
Аби підвищити свої фахові навички, Козловський ще в Римі ходив в натурний клас Французької академії в Римі і працював там. Пенсіонери — французи добре знали молодого скульптора з Петербурга.

### Італія, майстри обробки каменю, Мікеланджело.
Італія справила на нього велике враження рясними залишками архітектури і скульптури Стародавнього Риму, соборів доби бароко, високим рівнем обробки і використання бронзи, каменю, мармуру, пісковику тощо, всім тим, чим століттями дивували італійські майстри. Адже в Петербурзі переважало будівництво з цегли, а використання каменю було дещо обмеженим, менш поширеним, ніж в Італії.
В мистецькому спадку Італії є чимало творів видатних скульпторів — Якопо делла Кверча, Монторсолі, Бенвенуто Челліні, Джованні да Болонья, Лоренцо Берніні, Маццуола , Альгарді, Модераті, Мональді, Кафа.
Серед низки відомих скульпторів Італії Михайло Козловський відокремив твори Мікеланджело за їх героїчний характер, майстерне виконання і емоційну напругу.

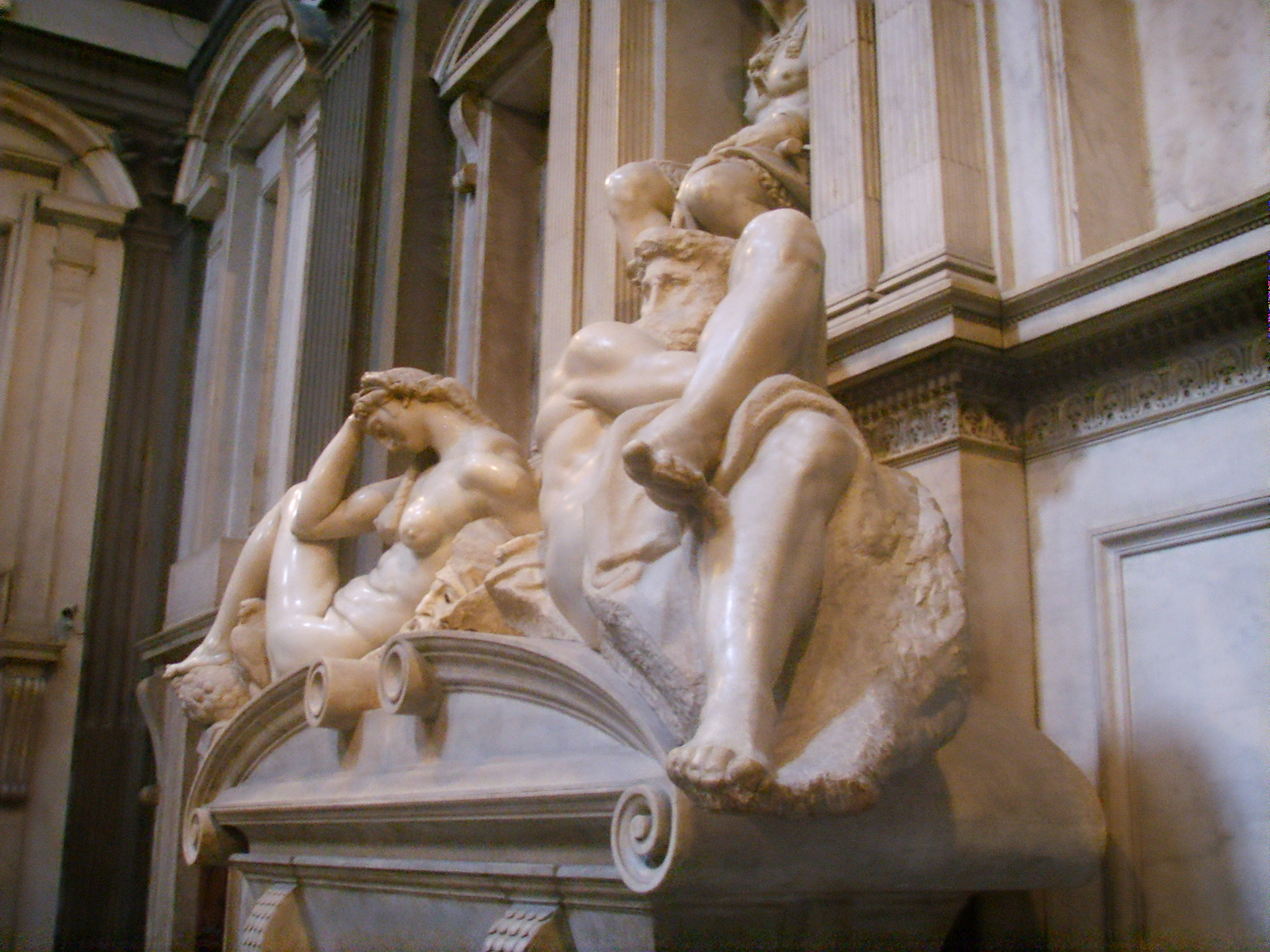
Каплиця Медичі, надгробок Лоренцо Медичі, скульптури Мікеланджело.
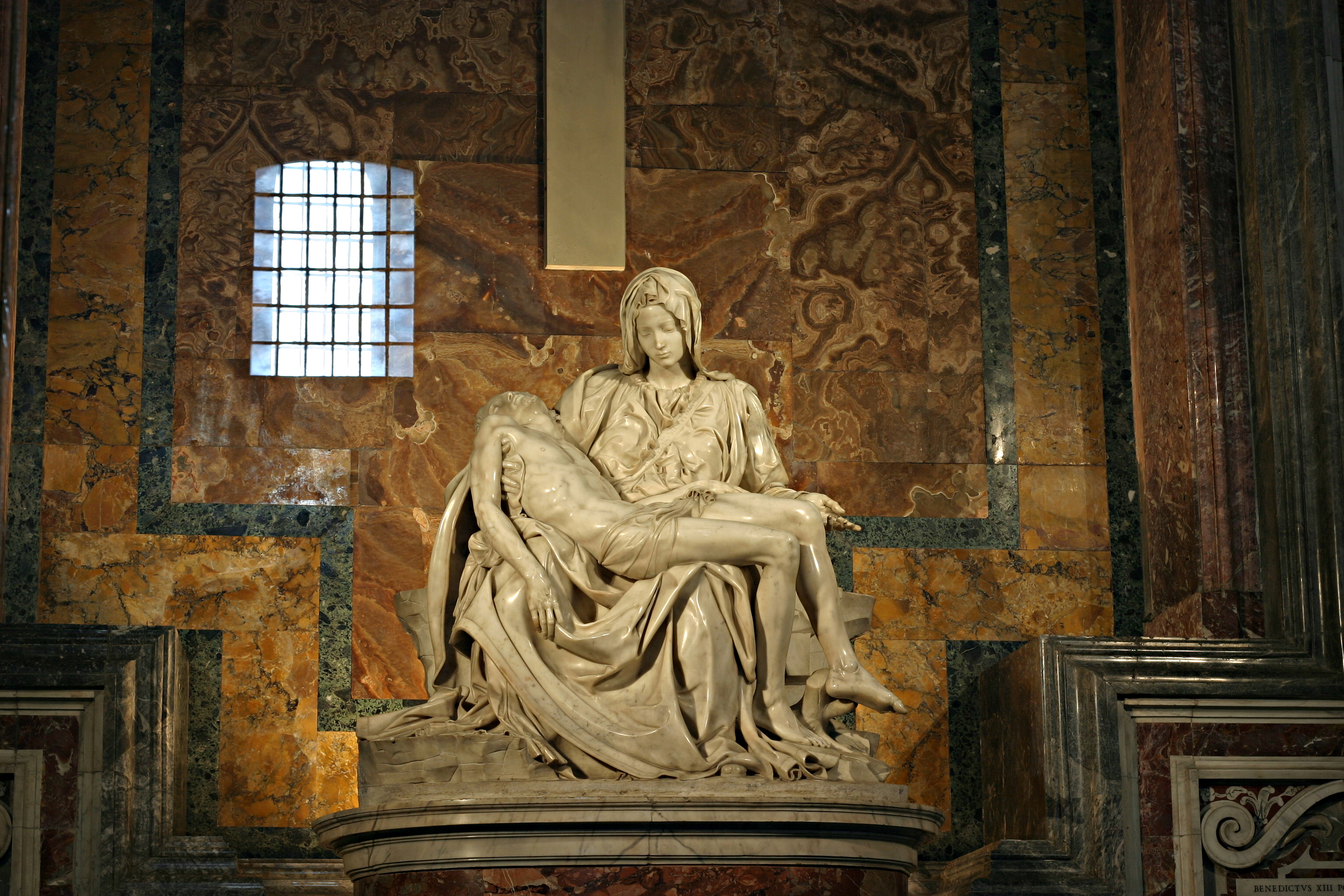
Мікеланджело. Оплакування Христа, Ватикан, собор Св. Петра.
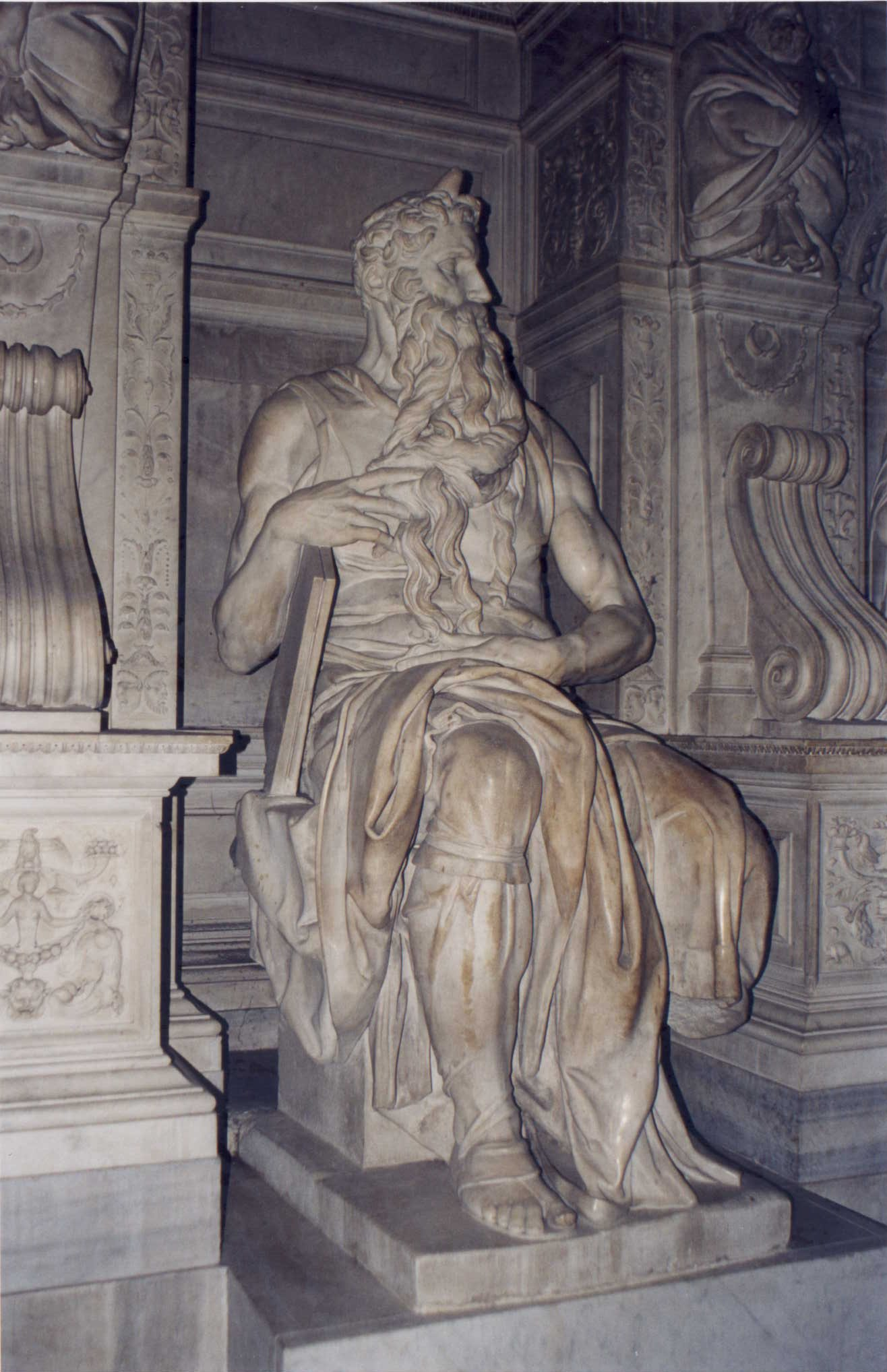
Мойсей з надгобку папи римського Джуліо 2-го, 1545 р.

### Малюнки і теракоти Козловського
Зберіглося чимало малюнків скульптора. І це враховуючи чималу відстань у часі від 18 століття, байдужість нащадків і суспіл ьні катастрофи російської історії.
Малюнки мають як підготовчий, так і самостійний характер. Чимало з них зображують фігуру людини в потрібному ракурсі, різних положеннях, це пошуки композиції. Емоційно відкритий Козловський жваво відгуквався на емоційно насичені витвори мистецтва попри століття, стиль чи країну митця. Серед його улюбленців вище згаданий скульптор Мікеланджело (16 століття, Італія), художник Пуссен (17 століття, Італія-Франція), а це різні художні стилі і мистецькі принципи.
Емоційність притаманна і малюнкам скульптора. Особливо драматичні «Тезей покидає назавжди Аріадну за наказом богів» та «Смерть Іпполіта» (обидва 1792). Трагічне світосприйняття Козловським деяких сторін життя відбилося у академічних ескізах скульптур в теракоті — «Виховання Вакха», «Смерть Астіанакса», «Аякс виносить тіло мертвого Патрокла з поля бою».
Аякс Козловського гаряче відчуває небезпеку бою, він різко обернувся, спостерігаючи за запеклою боротьбою троянців і греків. Але міцно тримає тіло мертвого друга і швидко прямує у небезпечне місце. Палкий і нестримний Аякс Козловського дійсно здатний захопити вбивцю друга, а потім волочити його мертве тіло за колісницею, аби якнайбільше помститися ворогу. Пристрасть героя Троянської війни стала сюжетом для творів мистецтва багатьох митців минулого — від невідомих вазописців Стародавньої Греції до численних митців доби європейського бароко та класицизму.

### Емоційний класицизм Михайла Козловського
Трагічне світосприйняття Козловським деяких сторін життя відбилося в художньому надгробку, до якого скульптор навернувся у 1798—1802 роках. Збережено декілька малюнків — проектів надгробків і два виконаних.
Особливо вражає надгробок — рельєф генерала П. Меліссіно, виконаний в бронзі. Мерехтлива поверхня шліфованої бронзи не затьмарила фігури рельєфа. Біля жертовника з портретом померлого сумує молода жінка і юнак в дарньоримському одязі. Алегорична фігура Генія смерті дивувала нестримним розпачем, емоційно відкритим почуттям втрати. Зазвичай на надгробках він сумував тихо і стримано. У Козловського той затулив заплакані очі і безсило сперся на артилерійську гармату, адже Меліссіно був артилеристом. Чорний колір бронзи підсилював почуття горя і жалю за померлим.
От коли Козловському згодились заповіти італійських майстрів, віртуозно володівших секретами обробки бронзи. Мимоволі він ставав уславленим митцем рідкісної течії в мистецтві — емоційного класицизму, зазвичай холодного, поміркованого, емоційно стриманого, аристократично відчуженого від дійсності і проблем приватної людини. Саме цей, академічно довершений і холодний класицизм підтримували колеги Козловського по Академії, Шубін Федот (Імператриця Катерина подає закони, 1790 р.), Демут-Маліновський, Мартос (Монумент Ломоносову, Архангельськ, надгробок М.Собакіної, 1782), І.Прокоф'єв («Прокляття сина Ноя Хама», 1778), Н Пімєнов («Гектор дорікає Парісу за любовні втіхи під час боїв», 1833).

### Смерть
Козловський помер в Петербурзі на 49 році життя. На його смерть відгукнувся колега скульптор Демут-Маліновський, що створив скульптурний портрет — рельєф М. Козловського в стилістиці французького Просвітництва, з бантом зверху і лавровими вітами. Це фактично єдиний достовірний портрет Михайла Козловського.

## Галерея творів

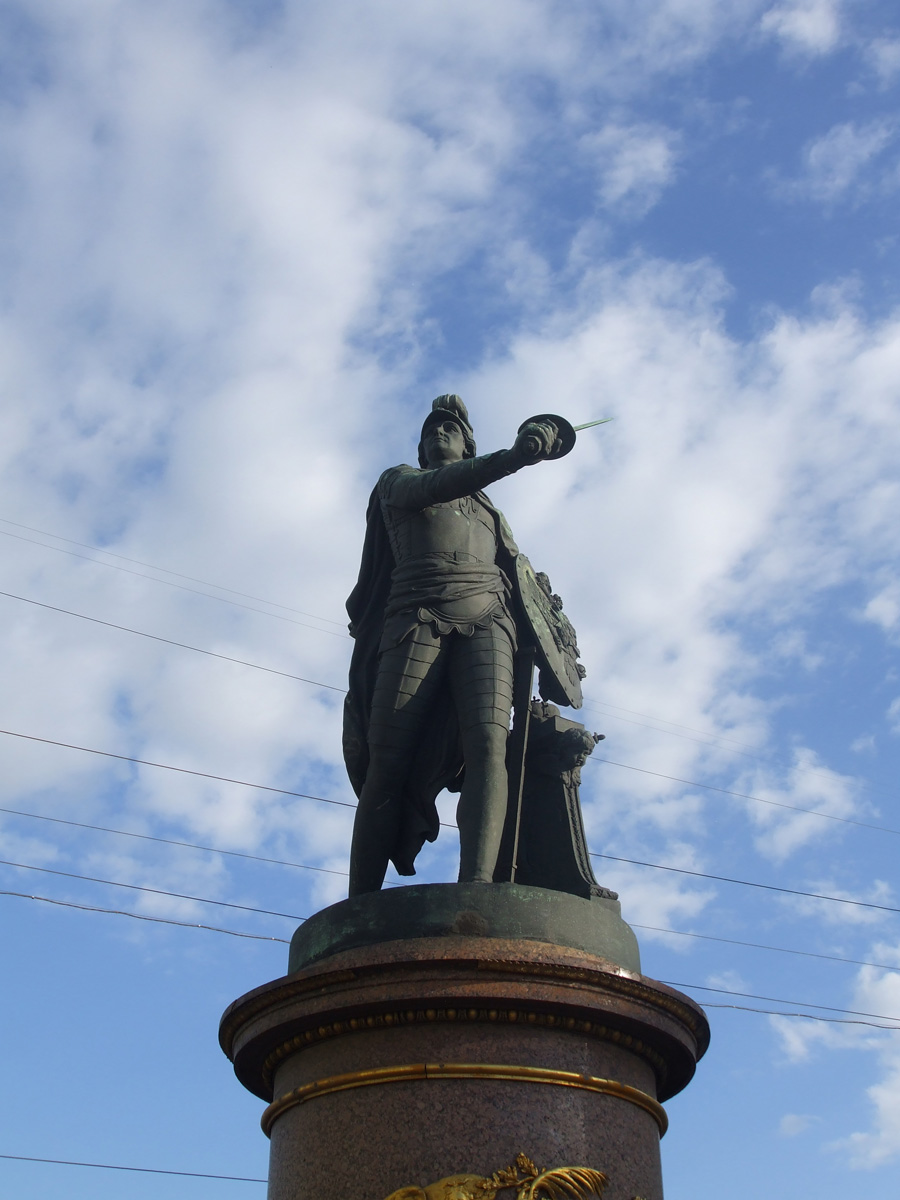
Монумент Олександру Суворову.
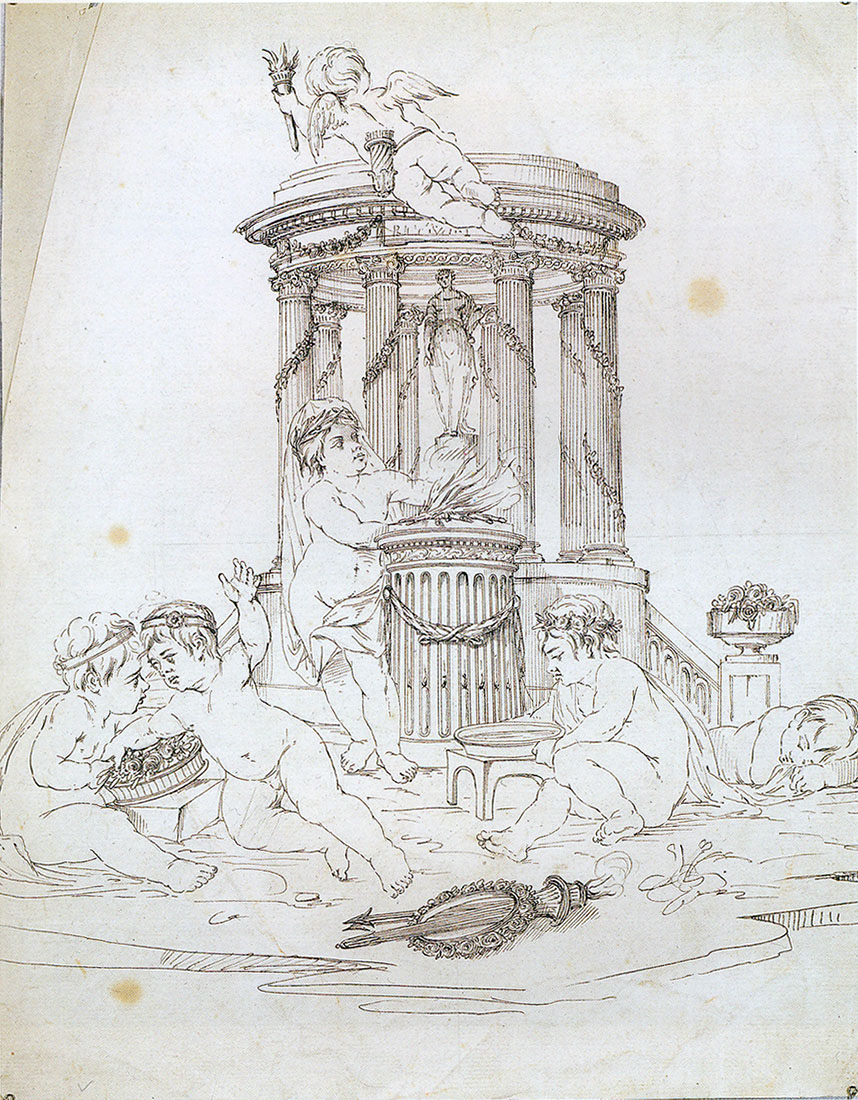
Амури.Малюнок М. Козловського.
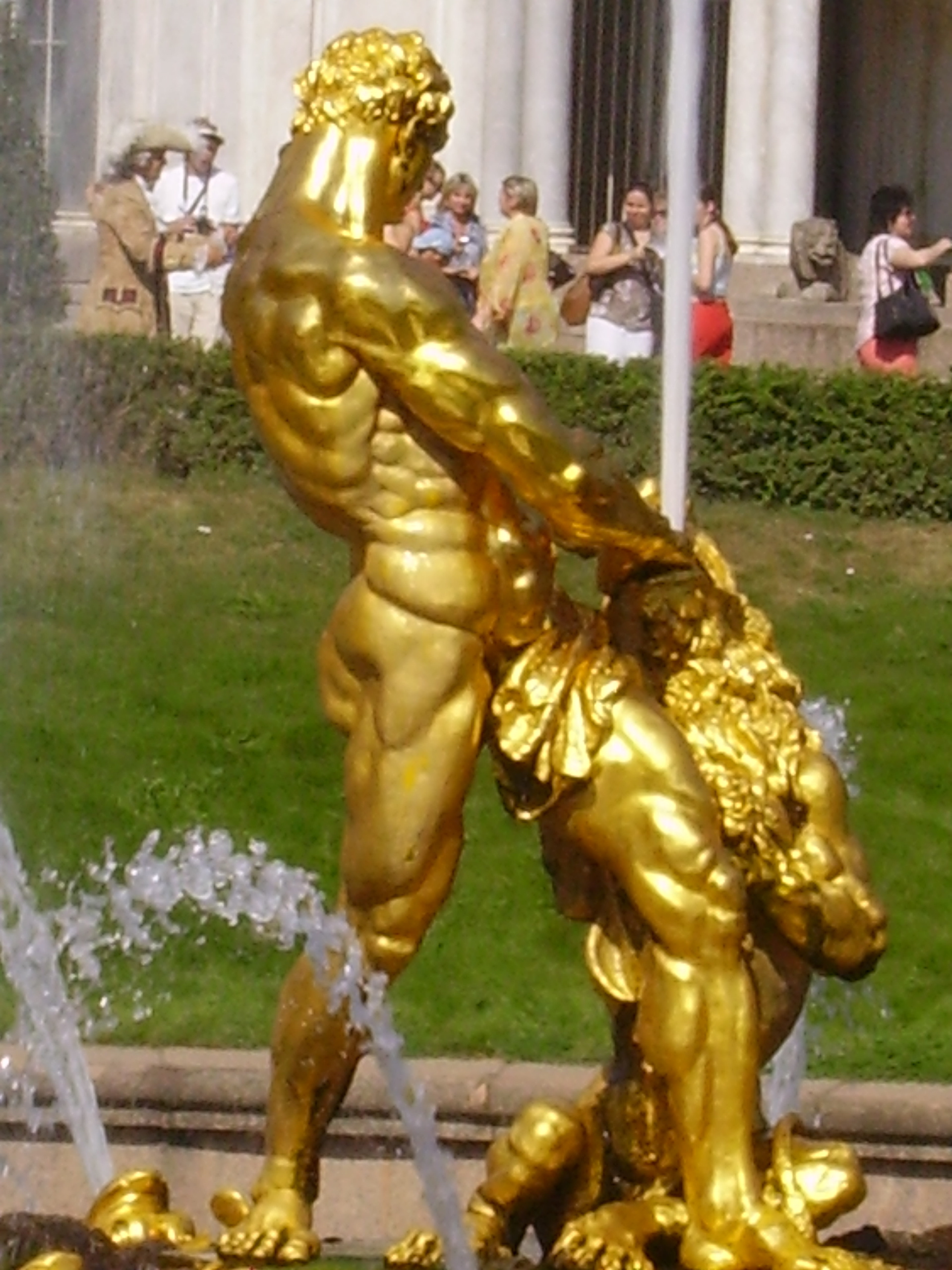
Фонтан «Самсон», Петергоф (палацово-парковий ансамбль).

## Головні твори скульптора
- «Юпітер з Ганімедом», до 1782 р.
- «Імператриця Катерина 2-га у вигляді богині Мінерви», 1785 р.
- монумент полководцю Суворову (1799—1801, бронза), Санкт-Петербург.
- статуя " Самсон, що роздирає пащу лева ", (1800—1802, золочена бронза, Петергоф (палацово-парковий ансамбль).
- теракота «Аякс виносить тіло мертвого Патрокла з поля бою», 1796, Державний Російський музей, далі — ДРМ.)
- мармурові статуї «Дівчинка» и «Амур виймає стрілу з свого колчана» (Ермітаж).
- мармурова статуя «Гименей», виконана на знак шлюбу цесаревича Константина Павловича, сина імператора Росії.
- Надгробок генерала артилерії П.Меліссіно, 1800, Лазаревська усипальня, Олександро-Невська Лавра, Петербург.
- барельєфи " Повернення Регула в Карфаген " и " Камілл рятує Рим від галлів " (1787, Мармуровий палац), Петербург.
- Надгробок С.Строганової,1802, розбитий, збережені рештки скульптур.
- мармурова статуя " Олександр Македонський загартовує свою волю ", (1780-і рр. ДРМ).
- гіпсовая статуя «Полікрат» (1790, Державний Російський музей або ДРМ).
- мармурова статуя " Сплячий Амур " (1792, ДРМ)
- мармурова статуя " Яків Долгорукий разриває царский указ " (1797, Третьяковська галерея)
- бронзова статуя «Геркулес — вершник» (1799, ДРМ)